# モンテサルキオ
モンテサルキオ（イタリア語: Montesarchio）は、イタリア共和国カンパニア州ベネヴェント県にある、人口約1万4000人の基礎自治体（コムーネ）。
県都ベネヴェントに次ぎ、県内第2位のコムーネ人口を有する。

## 地理

### 位置・広がり
ベネヴェント県のコムーネ。県都ベネヴェントから西南西へ14kmの距離にある。

#### 隣接コムーネ
隣接するコムーネは以下の通り。括弧内のAVはアヴェッリーノ県所属を示す。
- アポッローザ
- ボネーア
- カンポリ・デル・モンテ・タブルノ
- チェルヴィナーラ (AV)
- ロッカバシェラーナ (AV)
- ロトンディ (AV)
- サン・マルティーノ・ヴァッレ・カウディーナ (AV)
- トッコ・カウディオ

## 行政

### 分離集落
モンテサルキオには、以下の分離集落（フラツィオーネ）がある。
- Varoni, Cirignano, Tufara Valle

## 姉妹都市
- ラ・ギャルド、フランス 1977年
- ベツレヘム、パレスチナ 2006年
- トッレ・デル・グレーコ、イタリア 2008年